# Julius von Ficker
Johann Kaspar Julius Wilhelm von Ficker (født 30. april 1826 i Paderborn, død 10. juli 1902 i Innsbruck) var en tysk retshistoriker.
von Ficker studerede i Bonn og Münster. Han blev Dr. phil. 1849, 1851 docent i Bonn og 1852 professor i Innsbruck. Udrustet med overordentlig lærdom, skarp kritisk sans og stor kombinationsevne, besjælet af en utrættelig forskningslyst og en mægtig produktionstrang erhvervede von Ficker sig hurtig en fremskudt stilling i Østrig. En række af Østrigs ypperste retshistorikere og historikere, Alfons Huber, Paul Scheffer-Boichorst, Anton Val de Lièvre, Otto von Zallinger og mange andre er udgåede fra hans skole. Hans ry blev efterhånden europæisk. Under påvirkning af Johann Friedrich Böhmer udgav von Ficker sine første arbejder, deriblandt en biografi af rigskansleren ærkebiskop Rainald von Dassel (1850), Die Münsterischen Chroniken des Mittelalters (I, 1851), Das Leben Engelberts des Heiligen (1852); vigtige håndskriftfund i Innsbruck foranledigede blandt andet skriftet Über die Entstehungszeit des Sachsenspiegels und die Ableitung des Schwabenspiegels aus dem Deutschen-Spiegel (1859). I 1861 udkom 1. bind af von Fickers Vom Reichsfürstenstande; Forschungen zur Geschichte der Reichsverfassung zunächst im XII und XIII Jahrhunderte (2 bind, 1. del ved Paul Puntschart 1911), hans Das deutsche Kaiserreich in seinen universalen und nationalen Beziehungen (2. oplag, 1862) med sin udprægede stortyske tankegang indviklede ham i en heftig litterær fejde med Heinrich von Sybel, som blandt andet angreb ham i skriftet Die deutsche Nation und das Kaiserreich (1862), på hvilket von Ficker svarede med Deutsches Koenigthum und Kaiserthum (1862). Et nyt forskningsområde betrådte von Ficker ved sine grundlæggende Forschungen zur Reichs- und Rechtsgeschichte Italiens (I-IV, 1868-74). Efter afslutningen heraf udgav han Beiträge zur Urkundenlehre (I-II, 1877-78), som det er sagt, et præludium for hans nybearbejdelse af Böhmers Regesta Imperii (sammen med Eduard Winkelmann og Franz Wilhelm, I-III, i 5 afdelinger, 1881-1901). Af betydning for nordisk retshistorie er von Fickers Untersuchungen zur Rechtsgeschichte. Untersuchungen zur Erbenfolge der ostgermanischen Rechte (I 1891, II 1895, III, 1. afdeling 1896, 2. afdeling 1898, IV, 1. afdeling 1898, 2. afdeling 1899). von Ficker, der var en af bærerne af tidsskriftet Mitteilungen des Instituts für österreichische Geschichtsforschung, offentliggjorde blandt andet heri afhandlingen Ueber nähere Verwandtschaft zwischen gothisch-spanischem und norwegisch-isländischem Recht (II, 1888) og Das longobardische und die scandinavischen Rechte (XXII, 1901), hvilken sidste polemiserede mod den danske retshistoriker Christian Ludvig Kiers Edictus Rotari (Aarhus 1898) og fremkaldte Kiers svar i bogen Dansk og langobardisk Arveret (sammesteds 1901). von Ficker var blandt andet medlem af Videnskabernes Selskab i Kristiania.